# Sacramento River
För andra betydelser, se Sacramento (olika betydelser).

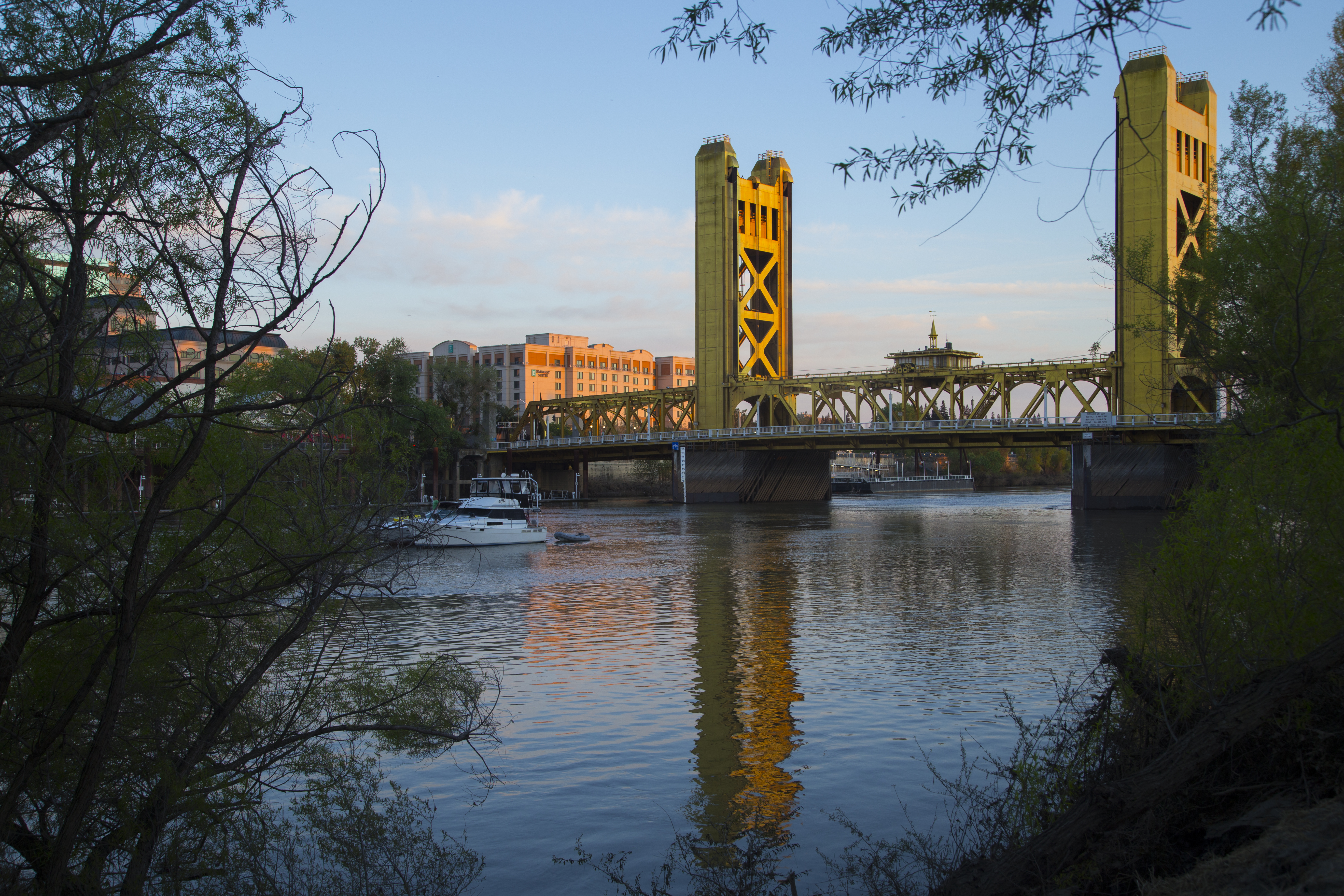
Tower Bridge över Sacramento River i Sacramento, Kalifornien.

Sacramento River (spanska 'Sakrament') är den största floden i den amerikanska delstaten Kalifornien. Floden är omkring 640 kilometer lång och rinner från Klamath Mountains i norr till Suisun Bay och San Francisco Bay i söder, med ett avrinningsområde på omkring 69 000 kvadratkilometer.
Sacramento Rivers floddal, Sacramento Valley, är ett av Kaliforniens mer tätbefolkade områden och är en av USA:s mest produktiva jordbruksbygder. Floden har sin källa nära vulkanberget Mount Shasta och passerar genom städerna Mount Shasta, Dunsmuir, Redding, Anderson, Red Bluff, Princeton, Colusa, Davis, Sacramento, West Sacramento, Isleton, Rio Vista och Antioch.
Floden har givit namn åt Kaliforniens delstatshuvudstad Sacramento, grundad vid floden 1850. Många av orterna vid floden och dess bifloder grundades i samband med guldrushen i Kalifornien i mitten av 1800-talet, då regionens befolkning ökade kraftigt.